# Münchenwiler
Münchenwiler là một đô thị trong huyện Bern-Mittelland, bang Bern, Thụy Sĩ. Đô thị này có diện tích 2,5 km2, dân số thời điểm tháng 12 năm 2020 là 518 người.